# Judo-Afrikameisterschaften 2023
Die Judo-Afrikameisterschaften 2023 fanden vom 7. bis 9. September 2023 in Casablanca, Marokko statt. 192 Athleten aus 36 Nationen nahmen daran teil.

## Ergebnisse
(Quelle: judoinside.com)

### Männer
| Gewichtsklasse                 | Gold                    | Silber                 | Bronze                                 |
| ------------------------------ | ----------------------- | ---------------------- | -------------------------------------- |
| Superleichtgewicht (bis 60 kg) | Youssry Samy            | Adel Hamada            | Simon Zulu Moussa Diop                 |
| Halbleichtgewicht (bis 66 kg)  | Mohamed Abdelmawgoud    | Abderrahmane Boushita  | Aziz Harbi Ahmed Abdelrahman           |
| Leichtgewicht (bis 73 kg)      | Messaoud Redouane Dris  | Hassan Doukkali        | Alaeddine Ben Chalbi Faye Njie         |
| Halbmittelgewicht (bis 81 kg)  | Achraf Moutii           | Abdelrahman Abdelghany | Abdelrahman Mohamed Ahmed El Meziati   |
| Mittelgewicht (bis 90 kg)      | Omar Elramly            | Abderahmane Diao       | Rémi Feuillet Ryan Dacosta             |
| Halbschwergewicht (bis 100 kg) | Mustapha Yasser Bouamar | Libasse Ndiaye         | Koussay Ben Ghares Ahmed Fayad         |
| Schwergewicht (über 100 kg)    | Mbagnick Ndiaye         | Bubacar Mane           | Mohamed El Mehdi Lili Mohammed Lahboub |

### Frauen
| Gewichtsklasse                 | Gold                         | Silber                       | Bronze                           |
| ------------------------------ | ---------------------------- | ---------------------------- | -------------------------------- |
| Superleichtgewicht (bis 48 kg) | Oumaima Bedioui              | Aziza Chakir                 | Geronay Whitebooi Amira Ben Ayed |
| Halbleichtgewicht (bis 52 kg)  | Soumiya Iraoui               | Faiza Aissahine              | Charne Griesel Rahma Tibi        |
| Leichtgewicht (bis 57 kg)      | Mariana Esteves              | Zouleiha Abzetta Dabonne     | Jasmine Martin Andreza Antonio   |
| Halbmittelgewicht (bis 63 kg)  | Amina Belkadi                | Diassonema Mucungui          | Dounia Slimani Nadia Guimendego  |
| Mittelgewicht (bis 70 kg)      | Aina Laura Rasoanaivo Razafy | Maria Niangi                 | Oulaya Khairi Nihel Landolsi     |
| Halbschwergewicht (bis 78 kg)  | Marie Branser                | Georgika Wesly Djengue Moune | Ange Ciella Niragira Arij Akkab  |
| Schwergewicht (über 78 kg)     | Sarra Mzougui                | Richelle Anita Soppi Mbella  | Tracy Durhone Monica Sagna       |

## Medaillenspiegel
| Platz | Nation                       | Gold | Silber | Bronze | Gesamt |
| ----- | ---------------------------- | ---- | ------ | ------ | ------ |
| 1.    | Ägypten                      | 3    | 2      | 3      | 8      |
| 2.    | Algerien                     | 3    | 1      | 1      | 5      |
| 3.    | Marokko                      | 2    | 3      | 4      | 9      |
| 4.    | Tunesien                     | 2    | 0      | 7      | 9      |
| 5.    | Guinea                       | 2    | 0      | 0      | 2      |
| 6.    | Senegal                      | 1    | 2      | 3      | 6      |
| 7.    | Madagaskar                   | 1    | 0      | 0      | 1      |
| 8.    | Angola                       | 0    | 2      | 1      | 3      |
| 9.    | Kamerun                      | 0    | 2      | 0      | 2      |
| 10.   | Elfenbeinküste               | 0    | 1      | 0      | 1      |
| 10.   | Guinea-Bissau                | 0    | 1      | 0      | 1      |
| 12.   | Südafrika                    | 0    | 0      | 3      | 3      |
| 13.   | Mauritius                    | 0    | 0      | 2      | 2      |
| 14.   | Sambia                       | 0    | 0      | 1      | 1      |
| 15.   | Burundi                      | 0    | 0      | 1      | 1      |
| 16.   | Zentralafrikanische Republik | 0    | 0      | 1      | 1      |
| 17.   | Gambia                       | 0    | 0      | 1      | 1      |